# Collbran
Collbran é uma cidade  localizada no estado americano de Colorado, no Condado de Mesa.

## Demografia
Segundo o censo americano de 2000, a sua população era de 388 habitantes.
Em 2006, foi estimada uma população de 415, um aumento de 27 (7.0%).

## Geografia
De acordo com o United States Census Bureau tem uma área de
1,3 km², dos quais 1,3 km² cobertos por terra e 0,0 km² cobertos por água. Collbran localiza-se a aproximadamente 1824 m acima do nível do mar.

## Localidades na vizinhança
O diagrama seguinte representa as localidades num raio de 40 km ao redor de Collbran.